# 巂州
巂州，中国南北朝时设置的州。
南朝梁大同三年（537年），武陵王萧纪置。北周天和五年（570年），改为西宁州，旋又改严州。隋朝开皇六年（586年）复为西宁州，十八年又改为巂州。治所在越巂县（今四川省西昌市）。辖境相当今四川省冕宁、越西、美姑以南，金沙江以西以北，盐源、盐井以东地区。大业初年，又改为越巂郡。
唐朝武德元年（618年）复为巂州。旋置都督府，都督十六羁縻州。至德二载（757年）陷于吐蕃。贞元十三年（797年）收复。大和五年（831年）州治为南诏所据，六年（832年）移治台登县（今四川省冕宁县南）。咸通后全境入南诏，改置建昌府。
| 唐朝巂州辖县 | 唐朝巂州辖县                                                                                     |
| ------------ | ------------------------------------------------------------------------------------------------ |
| 618年        | 越巂县、邛都县、苏祁县、可泉县、邛部县（台登县改属登州）                                         |
| 619年        | 越巂县、邛都县、苏祁县、可泉县、邛部县（增昆明县）                                               |
| 624年        | 越巂县、邛都县、苏祁县、可泉县、邛部县、昆明县                                                   |
| 626年        | 越巂县、邛都县、苏祁县、可泉县、邛部县、昆明县（增台登县）                                       |
| 628年        | 越巂县、邛都县、苏祁县、可泉县、邛部县、昆明县、台登县（增汉源县、阳山县）                       |
| 634年        | 越巂县、邛都县、苏祁县、可泉县、邛部县、昆明县、台登县、汉源县、阳山县（增和集县）               |
| 652年        | 越巂县、邛都县、苏祁县、可泉县、邛部县、昆明县、台登县、汉源县、阳山县、和集县（增昌明县）       |
| 654年        | 越巂县、邛都县、苏祁县、可泉县、邛部县、昆明县、台登县、阳山县、和集县、昌明县（汉源县改属雅州） |
| 675年        | 越巂县、邛都县（改为会川县）、苏祁县、可泉县、邛部县、昆明县、台登县、阳山县、和集县、昌明县     |
| 701年        | 越巂县、会川县、苏祁县、可泉县、邛部县、昆明县、台登县、昌明县（阳山县改属黎州，废除和集县）     |
| 706年        | 越巂县、会川县、苏祁县、可泉县、邛部县、昆明县、台登县、昌明县（增阳山县）                       |
| 716年        | 越巂县、会川县、苏祁县、可泉县、邛部县、昆明县、台登县、昌明县（阳山县改属黎州）                 |
| 742年        | 越巂县、会川县、苏祁县、可泉县（改为西泸县）、邛部县、昆明县、台登县（废除昌明县）               |
| 757年        | 越巂县、会川县、苏祁县、西泸县、邛部县、昆明县、台登县（陷于南诏）                               |
| 789年        | 台登县、邛部县（韦皋收复）                                                                       |
| 797年        | 越巂县、会川县、苏祁县、西泸县（收复四县）、邛部县、台登县                                       |
| 832年        | 台登县（改治）、越巂县、会川县、苏祁县、西泸县、邛部县                                           |
| 865年        | 台登县、越巂县、会川县、苏祁县、西泸县、邛部县（陷于南诏）                                       |

## 刺史
| 唐朝巂州刺史 - 韦仁寿（武德初年—624年） - 王志远（639年） - 王卫春（贞观年间） - 宋君明（贞观年间） - 刘伯英（贞观年间） - 姚懿（661年—662年） - 拓王奉（678年） - 昝斌（天授年间） - 陆仁俭（691年—692年） - 许枢（699年） - 元膺（707年） - 李释子（景龙年间） - 张审素（728年—731年） - 马正会（732年） - 王琚（734年） - 许齐物（735年） - 程遵（开元年间） | - 苏隗（791年） - 曹高仕（796年—797年） - 陈孝阳（798年—815年） - 刘宽（长庆年间） - 李重（大中年间） - 喻士珍（863年—865年） - 李师望（868年） - 李知古 |